# وال استریت (فیلم ۱۹۲۹)
وال استریت (انگلیسی: Wall Street (1929 film)) یک فیلم است که در سال ۱۹۲۹ منتشر شد. از بازیگران آن می‌توان به رالف اینس و آیلین پرینگل اشاره کرد.